# Robert Benmussa
 (mai 2017).
Si vous disposez d'ouvrages ou d'articles de référence ou si vous connaissez des sites web de qualité traitant du thème abordé ici, merci de compléter l'article en donnant les références utiles à sa vérifiabilité et en les liant à la section « Notes et références ».
Robert Benmussa est un producteur et producteur exécutif français.

## Biographie
Sa société R.B Production est basée à Paris. Il a occupé les fonctions de producteur exécutif sur l'Union sacrée d'Alexandre Arcady, Les Marmottes d'Élie Chouraqui puis Après l'Amour et  Les Enfants du siècle de Diane Kurys. Il a produit, en compagnie d'Alain Sarde, Le Pianiste (Palme d'or à Cannes en 2002 et César du meilleur film en 2003) puis Oliver Twist de Roman Polanski. Grâce au Pianiste, il a été nommé avec Sarde à l'Oscar du meilleur film à Los Angeles en 2003. 
En 2008, il s'apprêtait à retrouver Polanski pour la réalisation de Pompeii, d'après le roman de Robert Harris. Mais le metteur en scène a abandonné le projet pour cause de retards importants dans le financement et le choix des dates de tournage, problèmes engendrés par la grève des scénaristes à Hollywood de la fin de l'année 2007. Le tournage était prévu pour l'été 2008. Avec Sarde, ils n'ont trouvé aucun remplaçant à Polanski pour réaliser cette superproduction et ont dû geler le projet. Ils ont finalement produit le dernier Polanski : The Ghost Writer, autre adaptation de Robert Harris. Avec Alain Sarde, il est venu chercher, pour ce film, l'Ours d'argent du meilleur réalisateur du Festival de Berlin 2010 attribué au cinéaste, alors astreint à résidence dans son chalet de Gstaad en Suisse.

## Filmographie sélective

### en tant que producteur exécutif
- 1989 : L'Union sacrée d'Alexandre Arcady
- 1992 : Après l'amour de Diane Kurys
- 1992 : Lunes de fiel de Roman Polanski
- 1993 : Les Marmottes d'Élie Chouraqui
- 1994 : La Vengeance d'une blonde de Jeannot Szwarc
- 1999 : Les Enfants du siècle de Diane Kurys
- 2000 : Là-bas... mon pays d'Alexandre Arcady
- 2004 : Mariage mixte d'Alexandre Arcady

### en tant que producteur
- 2002 : Le Pianiste de Roman Polanski
- 2003 : Haute Tension d'Alexandre Aja
- 2005 : Oliver Twist de Roman Polanski
- 2005 : L'Anniversaire de Diane Kurys
- 2007 : Pompeii (projet) abandonné par Roman Polanski
- 2010 : The Ghost Writer de Roman Polanski
- 2013 : La Vénus à la fourrure de Roman Polanski

### en tant qu'acteur
- 2004 : Mariage mixte de Alexandre Arcady : Notaire 1
- 1992 : Le Grand Pardon 2 de Alexandre Arcady
- 1992 : Lunes de fiel (Bitter Moon)  de Roman Polanski : Flight Dispatcher
- 1989 : L'Union sacrée de Alexandre Arcady : Le passant